# Национални паркови Казахстана
У Казахстану постоји 10 националних паркова. Први национални парк у Казахстану основан је 1985. године под називом Бајанаул. Највећи национални парк у Казахстану је Катон-Карагај који се налази на површини од 643.477 хектара земље.

## Национални паркови
| Име                        | Основан | Величина () | Слика                      |
| -------------------------- | ------- | ----------- | -------------------------- |
| Бајанаул                   | 1985.   | 68.453      |                            |
| Национални парк Иле-Алатау | 1996.   | 199.703     |                            |
| Национални парк Алтин-Емел | 1996.   | 161.153     | Национални парк Алтин-Емел |
| Национални парк Кокшетау   | 1996.   | 112.120     |                            |
| Каркаралин                 | 1998.   | 112.120     | Национални парк Алтин-Емел |
| Бурабај                    | 2000.   | 83.511      | Национални парк Алтин-Емел |
| Катон-Карагај              | 2001.   | 643.477     |                            |
| Чарин                      | 2004    | 127.050     |                            |
| Сајрам-Угамск              | 2006.   | 149.053     |                            |
| Кољсајска језера           | 2007.   | 161.045     |                            |